# Gwen Buck
Gwen Buck fue una atleta paralímpica británica que compitió en varias disciplinas deportivas. Ganó medallas de oro en tenis de mesa, bolos sobre hierba y natación, y participó en varios eventos de atletismo en cuatro Juegos Paralímpicos.

## Vida personal
Gwen Buck nació en Richmond (Londres), en 1929. Estaba pasando por un paso a nivel en bicicleta en 1943 cuando fue atropellada por un camión. El accidente la dejó con la espalda rota y la columna vertebral cortada, y permanecería en el Hospital de San Pedro en Chertsey durante varios años. Al ser transferida al Hospital de Stoke Mandeville en 1946 conoció a Ludwig Guttmann, quien ayudó a Buck a aprender a ser independiente como usuaria de silla de ruedas. Mientras estaba allí, desarrolló su amor por el deporte de competición, en particular el tenis de mesa, y pronto comenzó a competir en los Juegos Mundiales IWAS.
Buck se mudó a Worcester para asistir a la universidad y entrenarse como oficial de  dibujos. Regresó a Richmond, encontrando empleo en el Ministerio de Obras Públicas. Conoció a su futuro esposo y compañero de silla de ruedas John mientras estaba allí, y se casaron en 1951. La pareja se retiró a Stoke Mandeville y John murió en 1981. Ella murió el 13 de febrero de 2005.
Además de sus propios logros deportivos, Buck siempre estaba dispuesta a animar a los jóvenes a participar. También fue consultada en el diseño del Estadio Stoke Mandeville.

## Carrera deportiva
El amor de Buck por el deporte de competición fue alimentado en el Hospital Stoke Mandeville y se convirtió en una participante habitual de los Juegos de Stoke Mandeville. A principios de los años 60 representó a Gran Bretaña en los Juegos de la Mancomunidad y en los Juegos Paralímpicos.
En los Juegos Paralímpicos de Tokio 1964, Buck se asoció con Susan Cunliffe-Lister, Condesa de Swinton en el evento de Anexo:tenis de mesa de dobles B Femenino, ganando la medalla de oro. En los Juegos Paralímpicos de Tel Aviv 1968, se extendió a una variedad de otros deportes, incluyendo los bolos de hierba, la natación y tres disciplinas de atletismo de campo: disco, jabalina y lanzamiento de bala. Ganó la medalla de oro en las competiciones femeninas de bolos sobre hierba por pares e individuales, así como en la de natación de 25 metros de espalda. Su última medalla de oro fue en los Juegos Paralímpicos de Heidelberg 1972 en la de pares de bolos sobre hierba, y pasó a ganar más medallas en 1976 antes de retirarse del deporte de competición.
Buck recibió la Medalla del Orden del Imperio Británico a principios de los años 1970 y también recibió el premio a la Deportista del Año del Gremio de Escritores Deportivos.